# Tatobjekt
Tatobjekt (oder Handlungsobjekt, Angriffsobjekt) bezeichnet im Strafrecht die Sache oder die Person, auf den oder die der Täter seine Tathandlungen bei Ausübung seiner Straftat richtet.

## Allgemeines
Tatobjekt bedeutet nicht Rechtsgut, was bereits Franz von Liszt im Jahre 1886 unterschied. Tatobjekt ist heute der vom Tatbestand benannte beziehungsweise bei der dortigen Handlungsbeschreibung vorausgesetzte Gegenstand. Beim Diebstahl (§ 242 Abs. 2 StGB) beispielsweise ist Tatobjekt die vom Dieb weggenommene fremde Sache. Geschütztes Rechtsgut hingegen ist das Eigentum des Bestohlenen, da grundsätzlich nur er mit Sache verfahren kann, wie er will. Personen können bei einer Körperverletzung (§ 223 StGB) oder bei der Geiselnahme (§ 239b StGB) Tatobjekt sein.

## Rechtsfragen
Der Rechtsbegriff Tatobjekt bezieht sich gemäß § 74 Abs. 2 StGB auf Gegenstände der Straftat. Tatobjekte können gemäß § 74 Abs. 2 StGB der Einziehung unterliegen.

### Tatobjekt ist ein Gegenstand oder eine Person
Wie bei den Vermögensdelikten kann Tatobjekt beispielsweise die fremde Sache sein. Das fremde Vermögen ist bei der Hehlerei das Tatobjekt (§ 259 StGB), bei der Sachbeschädigung ist es die fremde Sache (§ 303 StGB), bei der Urkundenfälschung die falsche Urkunde (§ 267 Abs. 1, 1. Modifikation StGB), bei der Gewässerverunreinigung ein Gewässer (§ 324 StGB). Personen sind Tatobjekte beim Widerstand gegen Vollstreckungsbeamte (§ 113 StGB; der Beamte), bei Körperverletzung (§ 223 StGB) ist Tatobjekt gleichzeitig auch das Tatopfer. Tatobjekt bei einem Neonatizid ist ein neugeborenes Kind. Bei § 330 StGB (Umweltstrafrecht) sind die Tatobjekte nicht nur andere Personen, sondern auch die gesamte Umwelt. § 303a StGB (Datenveränderung) beinhaltet sogar den Schutz unkörperlicher Tatobjekte.

### Falsches Tatobjekt
In zwei Fällen zielt der Täter irrtümlich und objektiv auf das falsche Tatobjekt ab:
- Bei der aberratio ictus tritt der vom Straftäter beabsichtigte Taterfolg bei einem anderen als dem von ihm anvisierten Tatobjekt ein (Beispiel: A will B töten und schießt; B bückt sich in dem Moment, sodass die Kugel die dahinter stehende unbeteiligte C trifft).[7]
- Beim error in persona verwechselt der Täter die anvisierte Person[8] oder Sache (error in objecto) aufgrund einer fehlerhaften Identifizierung.[9]

Der Tatentschluss ist an das vom Täter ausgewählte Tatobjekt gebunden. In beiden Fällen ist der vom Täter beabsichtigte Taterfolg nicht eingetreten und die Bestrafung des Täters rechtlich umstritten.
Platziert beispielsweise der Täter eine Bombe unter dem Auto des geplanten Opfers, an dessen Stelle jedoch unerwartet ein Chauffeur fährt und getötet wird, lässt sich nicht zwischen der aberratio ictus und dem error in persona unterscheiden.

### Kein Tatobjekt erforderlich
Wenige Tatbestände erfordern kein Tatobjekt wie beispielsweise die Straßenverkehrsgefährdung (§ 316 StGB), denn das Fahrzeug ist hier als Tatwerkzeug.

## Beweismittel
Tatobjekte können beim Taterfolg in die Verfügungsmacht des Täters gelangen (die Geisel gerät in Geiselhaft, das Diebesgut wird verkauft). Misslingt die Straftat oder tauchen Tatobjekte später wieder auf, stellen sie meist die wichtigsten Spurenträger einer Straftat als Personenbeweis oder Sachbeweis dar.

## International
Die Kriminalistik bedient sich der Erkenntnisse der Biologie, Chemie, Logik, Physik oder Technik, sodass international die gleichen Bedingungen auch für die Tatobjekte gelten.